# Galaxy 4R
O Galaxy 4R (G-4R) foi um satélite de comunicação geoestacionário construído pela Boeing (Hughes). Ele esteve localizado na posição orbital de 77 graus de longitude oeste e foi operado inicialmente pela PanAmSat e posteriormente pela Intelsat. O satélite foi baseado na plataforma HS-601HP e sua expectativa de vida útil era de 15 anos. O mesmo saiu de serviço em abril de 2009 e foi transferido para uma órbita cemitério.

## História
O Galaxy 4R era propriedade da PanAmSat, companhia que se fundiu com a Intelsat em 2006, ele estava anteriormente em uma posição orbital de 99° W, esse local já havia sido ocupado pelo Galaxy 4, que sofreu uma falha em 1998. No final de sua vida útil o Galaxy 4R peraneceu na posição orbital de 76,8 de longitude oeste, em órbita inclinada.
Os clientes para o satélite eram incluídos a Warner Brothers, National Public Radio, Public Radio International, Buena Vista Television Distribution, FOX e Televisa. O satélite também foi utilizado para os serviços de internet via satélite através da DirecPC. A maior parte da banda Ku foi ocupado pelo serviço HITS, que redistribui a programação presentes em outros satélites para provedores de cabo.
Projetado para uma vida operacional de 15 anos, o Galaxy 4R sofreu uma falha no sistema de propulsão em 2003 e foi substituído pelo Galaxy 16 no dia 14 de agosto de 2006, foi transferido para a posição orbital de 76,85 graus oeste depois de ser substituído e sua órbita foi autorizada a tornar-se mais inclinada a fim de salvar e manter o propulsor. O satélite foi retirado de serviço em abril de 2009 e enviado para uma órbita cemitério.

## Lançamento
O satélite foi lançado com sucesso ao espaço no dia em 19 de abril de 2000 às 00:29 UTC, por meio de um veículo Ariane-42L H10-3 a partir do Centro Espacial de Kourou, na Guiana Francesa. Ele tinha uma massa de lançamento de 3 668 kg.

## Capacidade e cobertura
O Galaxy 4R era equipado com 24 transponders em banda C e 24 em banda Ku para prestar serviços à América do Norte.